# Warmeriville
Warmeriville é uma comuna francesa na região administrativa do Grande Leste, no departamento de Marne. Estende-se por uma área de 23.25 km², e possui 2.529 habitantes, segundo o censo de 2018, com uma densidade de 110 hab/km².